# Julie Bishop (Politikerin)

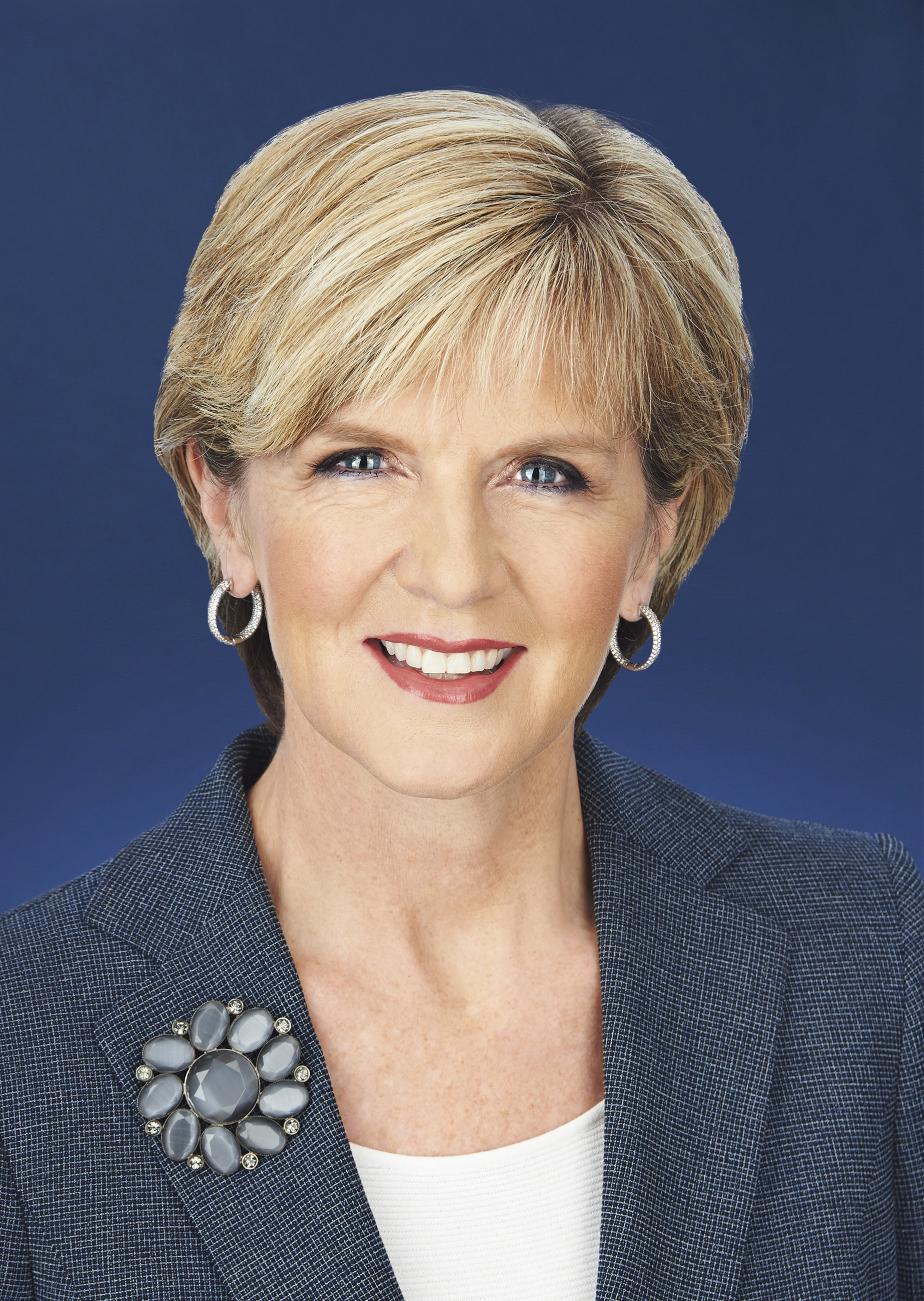
Julie Bishop (2013)

Julie Bishop (* 17. Juli 1956 in Lobethal, South Australia) ist eine australische Politikerin der konservativen Liberal Party. Von 2013 bis 2018 war sie Außenministerin von Australien.

## Leben
Nach ihrer Schulzeit studierte Bishop an der Universität Adelaide. Nach ihrem Studium war sie als Rechtsanwältin bei Clayton Utz, als Partner ab 1985 und als Managing Partner von 1994 bis 1998 tätig.
Seit 1998 ist sie für den Wahlkreis Curtin in Perth, der die wohlhabenden Stadtteile Claremont, Cottesloe, Mosman Park, Nedlands, Subiaco City und Swanbourne umfasst, im Australischen Repräsentantenhaus als Abgeordnete vertreten. Bishop war von 2006 bis zur Wahlniederlage 2007 unter Premierminister John Howard  Ministerin für Bildung und Wissenschaft.
Seit 2007 dient  sie als  stellvertretende Vorsitzende der parlamentarischen Fraktion der Liberalen unter den Vorsitzenden Brendan Nelson, Malcolm Turnbull und Tony Abbott. Nach erneutem Machtwechsel am 7. September 2013 wurde Bishop am 18. September 2013 Außenministerin Australiens im Kabinett von Premierminister Tony Abbott. Auch unter dessen Nachfolger im Amt des Premierministers Malcolm Turnbull behielt sie dieses Amt. Am 28. August 2018 trat sie zurück und wurde durch Marise Payne ersetzt. Am 21. Februar 2019 kündigte Bishop ihren Rückzug aus der Politik an.
Seit 2020 ist sie Kanzlerin (chancellor) der Australian National University. Im April 2024 wurde Julie Bishop von UN-Generalsekretär António Guterres zur Sondergesandten für Myanmar ernannt, sie folgte damit der Singapurerin Noeleen Heyzer.
Die Anglikanerin Bishop lebt in Perth und war von 1983⁠ bis 1988 mit Neil Gillion verheiratet.